# Periscepsia barbata
Periscepsia barbata är en tvåvingeart som beskrevs av Louis-Paul Mesnil 1963. Periscepsia barbata ingår i släktet Periscepsia och familjen parasitflugor. Inga underarter finns listade i Catalogue of Life.